# ماري هيبورن
ماري هيبورن-الحاصلة على رتبة الإمبراطورية البريطانية الكلية الملكية لأطباء النساء والتوليد- (مواليد 1949) هي طبيبة توليد وأمراض نسائية اسكتلندية معروفة بعملها لدعم النساء المحرومات اجتماعياً. شاركت في خدمات الصحة الإنجابية للمرأة في غلاسكو، وقادت هذه الخدمة لمدة 25 عامًا و وفرت إرشادات كان لها تأثير دولي.

## النشأة والتعليم
ولدت ماري هيبورن عام 1949 في هاكني بلندن. كان والدها ممارسًا عامًا وكانت والدتها تعمل عالمة لغوية. نشأت في وولز في غرب شتلاند. درست الطب في جامعة إدنبرة وتخرجت عام 1973. أكملت تدريبها كممارس عام في أبردين، ثم تخصصت في التوليد.

## المسار المهني
في عام 1990 أنشأت خدمات الصحة الإنجابية للمرأة في غلاسكو لتقديم الدعم المتخصص للنساء الحوامل اللائي يعانين من إدمان المخدرات والكحول، أو فيروس نقص المناعة البشرية، أو الاضطرابات النفسية أو اللائي يعانين من التشرد أو العنف الأسري أو الاغتصاب. نمت هذه الخدمة متعددة التخصصات لأكثر من عشرة أضعاف في ثلاث سنوات، من 12 مريضًا في عامها الأول إلى أكثر من 130 مريضًا في السنة الثالثة. العيادة هي جزء من هيئة الخدمات الصحية في غرب ووسط اسكتلندا وهي معروفة الآن باسم خدمة الاحتياجات الخاصة في الحمل (SNIPS). اعتبارًا من 2016 حوالي 300 امرأة يذهبن إلى العيادة سنويًا. قادت هيبورن الخدمة لأكثر من 25 عامًا، والإرشادات التي تستخدمها العيادة هي طريقة معترف بها دوليًا لعلاج النساء الحوامل المحرومات اجتماعياً، وقد تم دعمها في جميع أنحاء العالم.
كانت هيبورن كبيرة محاضرين في الصحة الإنجابية للمرأة في مستشفى غلاسكو الملكي. عملت أيضًا مع منظمة الأمم المتحدة للطفولة ومنظمة الصحة العالمية ومنظمة العفو الدولية، حيث قدمت خدمات مماثلة ودعمًا للنساء في جميع أنحاء العالم.

## الجوائز والتكريم
- 2007 جائزة الإنجاز مدى الحياة من منظمة العنف المنزلي Zero Tolerance.[5]
- 2012 حصلت على لقب اسكتلندية العام من قبل صحيفة جلاسكو تايمز .[7]
- 2015، رتبة الإمبراطورية البريطانية في تكريمات عيد الميلاد بعام 2015